# 備後西
備後西（びんごにし）は、埼玉県春日部市の町丁。現行行政地名は備後西一丁目から備後西五丁目。住居表示実施地区。郵便番号は344-0033。本項では、前身の大字備後についても述べる。

## 地理
埼玉県の東部地域で、春日部市南部の古利根川（利根川）が造り出した沖積平野や自然堤防上に位置する地区である。東側で備後東、南側で大場、西側で武里中野、北側で一ノ割と隣接する。地区の南側から西側境界線上を会之堀川が流れる。かつて存在した大字備後で、その中央部を縦貫する東武伊勢崎線（東武スカイツリーライン）を境とした西半分の区域に相当する。備後東以外との境界線上にはかつて古利根川が流れていた。その痕跡は街路の配置にも見て取れる。地区内は市街化区域で、主に第一種中高層住居専用地域や第一種住居地域に指定され、住宅地となっている。4・5丁目では農地や生産緑地地区も見られる。かつての武里村の行政の中心地で、武里小学校の辺りに役場があったほか、連合戸長役場の建物も個人宅として見られる。

### 地価
住宅地の地価は、2024年（令和6年）の公示地価によれば、備後西4丁目3番32号の地点で10万2,000円/m2となっている。

## 歴史
もとは江戸期より存在した武蔵国埼玉郡新方領に属する備後村であった。村高は正保年間の『武蔵田園簿』では841石余（田360石余、畑480石余）、『元禄郷帳』によると1074石余で、その後は増減なしであった。助郷は日光街道粕壁宿に出役していた。1804年（文化2年）の戸数は156軒で、村の規模は東西14町余、南北17町余であった。
地名は1211年（建暦元年）に利根川（古利根川）の中州で見つかり、須賀稲荷神社に安置されていた稲荷大明神の尊像（観音座像）に因むものである。この尊像は元々は備後国の寺院に安置されていたものであり、兵乱により人々が東国に逃れた際に当地に持ち込まれ、その後行方不明となっていた。1570年（永禄13年）に勝林寺が創立した際に寺に移されている。備後村は利根川やその派川の流路に四方を囲まれた中州のような場所で、古くは須賀と呼ばれていたが、その後尊像に因んで備後須賀に変化し、さらに江戸初期頃より備後村と称されるようになったと考えられる。
- はじめは幕府領、1698年（元禄11年）より幕府領の一部が旗本領となり、知行は旗本4氏（森川氏、高木氏、戸田氏、正木氏）による相給となる[10]。
- 幕末の時点では武蔵国埼玉郡に属し、明治初年の『旧高旧領取調帳』の記載によると、代官・大竹左馬太郎支配所が管轄する幕府領、および旗本領（森川右兵衛、高木市左衛門、戸田慧之助、正木安次郎の知行）であった[注釈 1]。
- 1868年（慶応4年）6月19日  - 代官支配地および旗本領が武蔵知県事・山田政則（忍藩士）の管轄となる。
- 1869年（明治2年）
  - 1月13日 - 武蔵知県事・宮原忠英の管轄区域に大宮県を設置。県庁は東京府馬喰町に置かれる。
  - 9月29日 - 県庁が浦和に置かれ浦和県に改称。
- 1871年（明治4年）11月13日 - 第1次府県統合により埼玉県の管轄となる。

- 1873年（明治6年）5月 - 勝林寺の境内を仮用して武里学校（現春日部市立武里小学校）が創設される[10][12]（1887年11月に現在地に移転）。
- 1879年（明治12年）3月17日 - 郡区町村編制法により成立した南埼玉郡に属す。郡役所は岩槻町に設置。
- 1889年（明治22年）4月1日 - 町村制施行により、備後村が一ノ割村、薄谷村、中野村、大場村、大畑村、大枝村、増田新田と合併し、南埼玉郡武里村が成立する。備後村は武里村の大字備後となる。
- 1899年（明治32年）8月27日 - 地内に東武伊勢崎線が開業する。
- 1947年（昭和22年）9月 - カスリーン台風の襲来により大きな被害を受ける[10]。
- 1954年（昭和29年）7月1日 - 武里村が南埼玉郡春日部町、豊春村、北葛飾郡幸松村、豊野村と合併し、市制を施行して春日部市となる。春日部市の大字となる。
- 1967年（昭和42年） - 大字備後地内（現、備後東）に南部浄水場が完成する。
- 1971年（昭和46年）4月 - 地内に第四保育所が開設される[13]。
- 1972年（昭和47年）
  - 1月14日 - 地内に春日部消防署武里分署が開署する[13]。
  - 4月 - 地内に春日部市立備後小学校が開校する。
- 1976年（昭和51年）4月 - 大字備後地内（現、備後東）に春日部市正善小学校が開校する[13]。
- 1981年（昭和56年）5月1日 - 大字備後地内（現、備後東）に武里東公民館が開館する[14][13]。
- 1986年（昭和61年）4月17日 - 地内に武里市民センターが完成する[13][14]。
- 1991年（平成3年）11月5日 - 住居表示が実施され、大字備後の一部より備後西一丁目 - 五丁目が成立[15][注釈 2]。なお、同日大字備後より備後東一丁目 - 八丁目、および一ノ割一丁目 - 三丁目も成立[15]、これにより大字備後は消滅している。
- 2005年（平成17年）10月1日 - 春日部市が北葛飾郡庄和町と合併し、新たな春日部市が発足、同市の町丁となる。
- 2017年（平成29年）2月13日 - 地内のJA南彩武里支店が廃止となる[16]。跡地は春日部消防署武里分署が新築移転され、2024年（令和6年）9月の開署予定[17]。
- 2024年（令和6年）8月8日 - JA南彩武里支店の跡地に春日部消防署武里分署が移転開署する。なお、落成式は同年8月4日に挙行された[18]。
- 2025年（令和7年）3月 - 旧春日部消防署武里分署が解体撤去され、更地化される[19]。

### 存在していた小字
- 田島耕地[20]
- 正善耕地
- 立野耕地
- 宮田耕地
- 一の縄耕地
- 須賀耕地
- 大道東耕地
- 堤外耕地
- 谷原耕地

## 世帯数と人口
2024年（令和6年）1月1日時点の世帯数と人口は、以下のとおりである。
| 丁目         | 世帯数    | 人口    |
| ------------ | --------- | ------- |
| 備後西一丁目 | 598世帯   | 1,146人 |
| 備後西二丁目 | 602世帯   | 1,260人 |
| 備後西三丁目 | 701世帯   | 1,341人 |
| 備後西四丁目 | 450世帯   | 987人   |
| 備後西五丁目 | 226世帯   | 455人   |
| 合計         | 2,577世帯 | 5,189人 |

## 小・中学校の学区
市立小・中学校に通う場合、学区は以下のとおりとなる。
| 丁目        | 区域                                     | 小学校               | 中学校               |
| ----------- | ---------------------------------------- | -------------------- | -------------------- |
| 備後西1丁目 | 1番 - 10番33号、11番                     | 春日部市立備後小学校 | 春日部市立武里中学校 |
| 備後西1丁目 | 10番34号 - 10番66号、12番、13番          | 春日部市立武里小学校 | 春日部市立武里中学校 |
| 備後西2丁目 | 7番、8番、9番16号 - 9番51号              | 春日部市立武里小学校 | 春日部市立武里中学校 |
| 備後西2丁目 | 1番 - 6番、9番1号 - 9番15号、10番 - 14番 | 春日部市立備後小学校 | 春日部市立武里中学校 |
| 備後西3丁目 | 全域                                     | 春日部市立備後小学校 | 春日部市立武里中学校 |
| 備後西4丁目 | 全域                                     | 春日部市立武里小学校 | 春日部市立武里中学校 |
| 備後西5丁目 | 全域                                     | 春日部市立武里小学校 | 春日部市立武里中学校 |

## 交通
地区の東端を東武伊勢崎線（東武スカイツリーライン）が通るが、鉄道駅は設置されていない。最寄り駅は同線武里駅で、備後西4丁目3番32号の地点からおよそ820 m離れている。また、地図上では同線一ノ割駅も備後西から近く、1丁目などは徒歩圏内にある。

### 道路
地内に国道、および主要地方道・一般県道は通っていない。
- 市道武里内牧線

### バス
地内に路線バスの路線は設定されていない。
春日部市コミュニティバス「春バス」
- 武里駅〜豊春駅ルート

地内に「備後西五丁目」、「備後第六公園」停留所が設置されている。

## 施設
一丁目
- 武里市民センター（武里地区公民館）
- 春日部市立第四保育所
- 武里第2ちびっ子広場

二丁目
- 備後第4公園
- 備後第5公園
- 備後西ちびっこ広場
- 備後角栄団地第1遊水地広場
- 備後角栄団地第2遊水地広場
- 備後角栄団地第3遊水地広場
- 備後角栄団地第4遊水地広場

三丁目
- 春日部市立備後小学校
- 備後西ポンプ場
- 備後須賀第1ちびっ子広場

四丁目
- 浄土宗勝林寺 - 須賀稲荷神社の別当
- 備後須賀第2ちびっ子広場

五丁目
- 春日部消防署武里分署
- 春日部市立武里小学校
- 武の子保育園
- 須賀稲荷神社 - 地名の由来となる稲荷大明神の尊像がある[10]。
  - 須賀会館
- 備後第6公園

過去の施設
- JA南彩武里支店 - 5丁目3−24の場所に所在した。春日部支店へ統合された。